# Public Investment Fund
Il Public Investment Fund (PIF) (in arabo صندوق الاستثمارات العامة‎?, Ṣundūq al-Istiṯmārāt al-ʿāmma) è un fondo sovrano dell'Arabia Saudita.  È uno dei più grandi fondi sovrani del mondo, con un patrimonio totale stimato di oltre 925 miliardi di dollari. È stato fondato nel 1971 allo scopo di investire per conto del governo dell'Arabia Saudita. Dopo aver inizialmente perseguito una politica di investimento prudente e aver fornito principalmente prestiti per progetti di sviluppo nazionale, da allora è diventato un investitore globale. Il governo sta pianificando il Saudi Vision 2030 come parte del suo piano di sviluppo per trasformare il Fondo di investimento pubblico nel più grande fondo sovrano del mondo.
Il fondo ha sede a Riad. L'attuale presidente è il principe ereditario saudita Mohammad bin Salman Al Sa'ud.

## Storia
Il Public Investment Fund ("fondo d'investimento pubblico") è stato istituito con regio decreto nel 1971 per finanziare progetti di importanza economica strategica. Fin dal suo inizio, il PIF è stata la principale linea di investimento del regno dell'Arabia Saudita e ha svolto un ruolo importante nel finanziamento di importanti progetti nel paese, tra cui la raffinazione del petrolio, fertilizzanti, industria petrolchimica e l'elettricità. Nel luglio 2014, il Consiglio dei ministri ha autorizzato il PIF a finanziare nuove iniziative all'interno e all'esterno del Regno, indipendentemente o in collaborazione con il settore pubblico e privato, senza il preventivo consenso del Consiglio.
Nel 2015 la supervisione del fondo è stata trasferita dal Ministero delle finanze al Consiglio per gli affari economici e lo sviluppo, istituito nel 2014. A seguito di questi cambiamenti, il consiglio di amministrazione ha adottato misure per migliorare le proprie capacità di investimento e consentire al Fondo di gestire un portafoglio più ampio di attività attuali e nuove per garantire che il Paese possa modernizzare la propria economia e diventare indipendente dai prezzi del petrolio attraverso investimenti esteri. L'obiettivo è diversificare le risorse statali e l'economia e contribuire allo sviluppo di settori strategici.

## Investimenti
Dal 2015 il Fondo ha effettuato una serie di importanti investimenti, tra cui l'acquisizione di una partecipazione del 38% nella società sudcoreana POSCO nel luglio 2015.
Nel giugno 2016 la Fondazione ha acquisito circa il 5% delle azioni Uber per 3,5 miliardi di dollari. Il 14 ottobre 2016, SoftBank ha annunciato la firma di un memorandum di cooperazione per creare il SoftBank Vision Fund, che prevedeva di investire fino a 45 miliardi di dollari in cinque anni nel settore tecnologico.
Nel marzo 2016 è stato annunciato che il controllo di Saudi Aramco sarebbe stato trasferito al Fondo e che il regno mirerebbe a quotare il 5% delle azioni Aramco entro il 2017. Il fondo prevede di diventare il più grande fondo sovrano del mondo con un patrimonio di 2 trilioni di dollari.
Il 20 maggio 2017 durante il Forum saudita-americano, che faceva parte del viaggio ufficiale del presidente Donald Trump in Arabia Saudita, il Fondo ha annunciato l'intenzione di "investire 40 miliardi di dollari in progetti infrastrutturali, principalmente negli Stati Uniti". L'Arabia Saudita ha stipulato accordi commerciali con General Electric, Lockheed Martin e Blackstone Group. Blackstone ha firmato un accordo non vincolante sull'assegnazione del Fondo di 20 miliardi di dollari.
Il 7 agosto 2018 Elon Musk ha annunciato che stava valutando la possibilità di delisting di Tesla e che il finanziamento era "garantito". Musk in seguito ha dichiarato che il Fondo lo aveva incontrato diverse volte dall'inizio del 2017 per esprimere interesse per l'accordo. Al momento della pubblicazione del Fondo posseduto da quasi il 5% del capitale di Tesla, acquistato sul libero mercato.
Il 17 settembre 2018 il Fondo ha annunciato di essere in trattative con la casa automobilistica Lucid Motors per un finanziamento del valore di oltre 1 miliardo di dollari. L'investimento è stato completato nell'aprile 2019. L'investimento finanzierà: l'ingegneria finale e il collaudo del modello Lucid Air; la prima fase di costruzione del suo stabilimento di produzione a Casa Grande in Arizona la produzione commerciale del Lucid Air; e la strategia di vendita al dettaglio mondiale di Lucid, a partire dal Nord America.
Il 29 gennaio 2019 l'Arabia Saudita ha annunciato la costituzione di una società per azioni chiusa con un capitale di 500 miliardi di dollari. L'obiettivo di questa società, interamente controllata dal Fondo, è lo sviluppo della zona economica di Neom.
Il 27 aprile 2020 la Fondazione ha acquisito una quota del 5,7% nel distributore di concerti Live Nation per un valore di 500 milioni di dollari.
Il 16 maggio 2020, il Fondo ha acquisito quote di minoranza in grandi società americane, tra cui Boeing, Facebook e Citigroup. Il fondo ha rivelato una quota di 713,7 milioni di dollari in Boeing , circa 522 milioni di dollari in Citigroup, 522 milioni di dollari su Facebook, 495,8 milioni di dollari in Disney e 487,6 milioni di dollari in Bank of America Corporation. Ha anche aperto una piccola quota di Berkshire Hathaway. Il fondo ha anche rivelato una partecipazione nella compagnia petrolifera BP per un importo di 827,7 milioni di dollari.
Il 18 maggio 2020 SoftBank ha confermato che il Vision Fund, in cui l'Arabia Saudita ha investito 45 miliardi di dollari, ha subito una perdita di 17,7 miliardi di dollari nel periodo 2019-2020. Le perdite sono associate agli investimenti in WeWork e Uber.
Nel giugno 2020 il Fondo ha acquisito una quota del 2,32% del valore di 1,5 miliardi di dollari nella Jio Platforms indiana, una sussidiaria di Reliance Industries.
Nel 2021 il Fondo ha investito nel mondo delle automobili a elevate prestazioni, finanziando e rilevando quote azionarie nei marchi MCLaren e Pagani Automobili. Nel luglio 2021 il The Wall Street Journal ha riferito che il Fondo deterrà oltre il 60% di Lucid Motors quando la società sarà quotata in borsa e registrerà un profitto di circa 20 miliardi di dollari dal suo investimento in Lucid Motors nel 2018.
Nel settembre 2021 acquisisce il 25% di Emaar Properties per 2,8 miliardi di riyal saudita.
Il 7 ottobre 2021 un consorzio guidato dal Public Investment Fund acquisisce l'80% delle quote del club di Premier League del Newcastle United Football Club per 350 milioni di euro.
Il 5 giugno 2023 il Public Investment Fund ha annunciato di aver preso il controllo del 75% delle quote di quattro club della Saudi Professional League, l'Al-Ittihad, l'Al-Nassr, l'Al-Hilal e l'Al-Ahli.
Nel marzo 2024, PIF ha annunciato un'offerta da 2 miliardi di dollari per l'acquisto di entrambi i tour di tennis professionistici, l'ATP Tour e il WTA Tour.
Nell'ottobre 2024, PIF e Brookfield Asset Management Ltd. hanno raggiunto un accordo di collaborazione, per sostenere il nuovo fondo "Brookfield Middle East Partners" (BMEP), una nuova piattaforma che mira a fungere da nuovo veicolo di private equity di Brookfield per investimenti in aziende con sede in Arabia Saudita. PIF agirà come investitore strategico di riferimento per "Brookfield Middle East Partners".

### Acquisizioni e partecipazioni

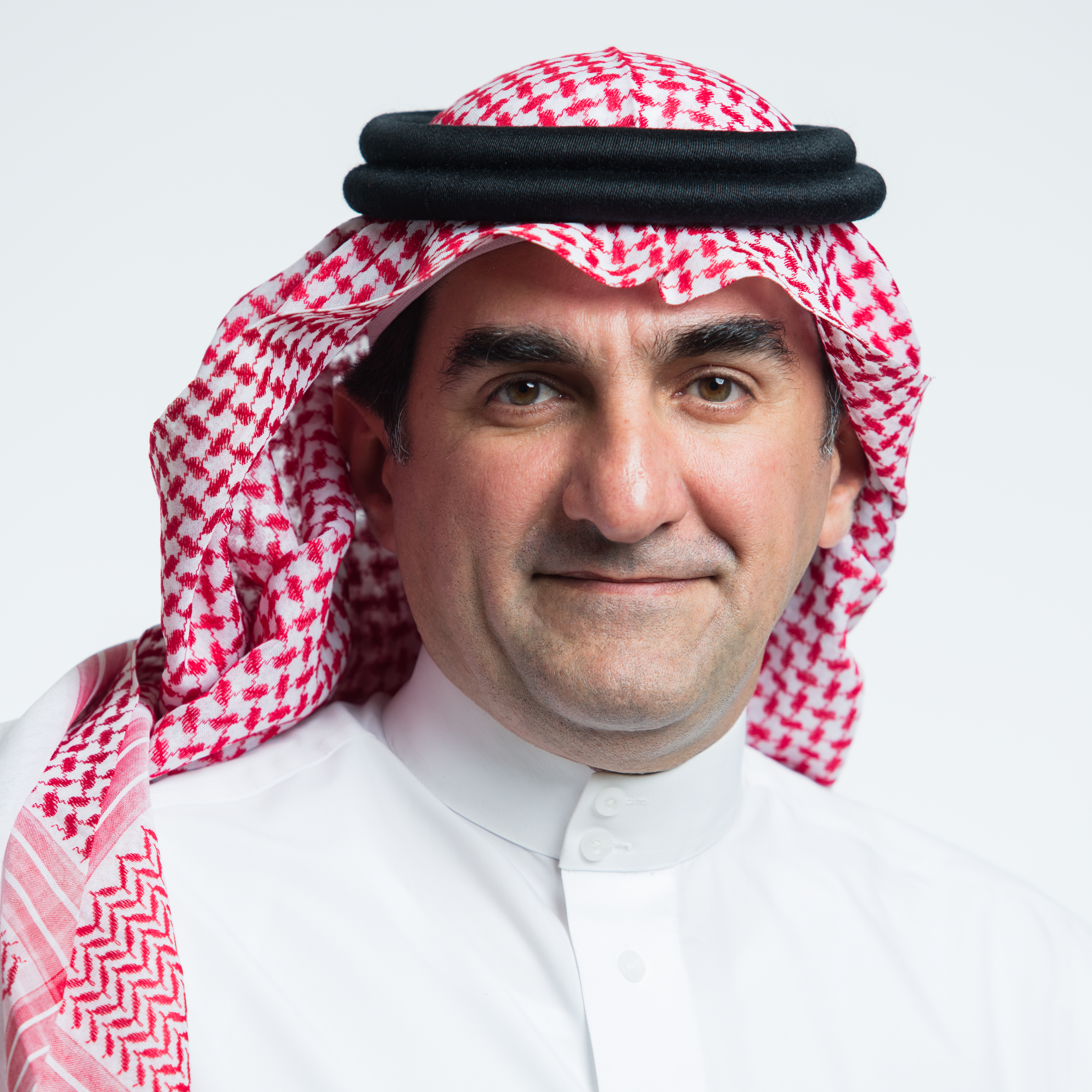
Yasir Al-Rumayyan

| Data di acquisizione | Azienda                     | Attività commerciale  | Nazione                                                    | Prezzo           | Quota | Ref(s).       |
| -------------------- | --------------------------- | --------------------- | ---------------------------------------------------------- | ---------------- | ----- | ------------- |
| 22 luglio 2015       | POSCO                       | Costruzione           | Corea del Sud (bandiera)                                   | $ 1.100.000.000  | 38%   | [ 7 ]         |
| 1 luglio 2016        | Uber                        | Trasporto             | Stati Uniti (bandiera)                                     | $ 3.500.000.000  | 5%    | [ 38 ]        |
| 14 ottobre 2016      | DeromaBank                  | Fondo d'investimento  | Giappone (bandiera)                                        | $ 45.000.000.000 |       | [ 8 ]         |
| 14 novembre 2016     | Noon                        | Commercio elettronico | Emirati Arabi Uniti (bandiera) · Arabia Saudita (bandiera) | $ 1.000.000.000  | 50%   | [ 39 ]        |
| 28 novembre 2016     | Americana Group             | Ristorazione          | Kuwait (bandiera)                                          | N/D              | 50%   | [ 40 ]        |
| 3 febbraio 2018      | Accor                       | Impresa ricettiva     | Francia (bandiera)                                         | N/D              | 55%   | [ 41 ]        |
| 2018                 | Qualcomm                    | Telecomunicazione     | Stati Uniti (bandiera)                                     | $ 77.800.000     | N/D   | [ 42 ]        |
| 8 marzo 2018         | Magic Leap                  | Tecnologia            | Stati Uniti (bandiera)                                     | $ 400.000.000    | N/D   | [ 43 ]        |
| 4 giugno 2018        | ACWA Power                  | Energia               | Arabia Saudita (bandiera)                                  | $ 4.800.000.000  | N/D   | [ 44 ]        |
| Settembre 2018       | Lucid Motors                | Energia               | Stati Uniti (bandiera)                                     | $ 1.300.000.000  | 67%   | [ 13 ]        |
|                      | Cisco Systems               | Telecomunicazione     | Stati Uniti (bandiera)                                     | $ 490.900.000    | N/D   | [ 45 ]        |
| 24 aprile 2020       | Equinor                     | Petrolio/Gas naturale | Norvegia (bandiera)                                        | $ 146.000.000    | 0,3%  | [ 46 ]        |
| 24 aprile 2020       | TotalEnergies               | Petrolio/Gas naturale | Francia (bandiera)                                         | $ 222.300.000    | 1,87% | [ 47 ]        |
| 24 aprile 2020       | Eni                         | Energia               | Italia (bandiera)                                          |                  | 0,49% | [ 48 ]        |
| 24 aprile 2020       | Suncor Energy               | Energia               | Canada (bandiera)                                          | $ 481.000.000    | 2,6%  | [ 49 ]        |
| 24 aprile 2020       | Carnival Corporation & plc  | Turismo               | Stati Uniti (bandiera)                                     | $ 369.400.000    | 8,2%  | [ 50 ]        |
| 27 aprile 2020       | Live Nation Entertainment   | Intrattenimento       | Stati Uniti (bandiera)                                     | $ 500.000.000    | 5,7%  | [ 51 ]        |
| 16 maggio 2020       | BP plc                      | Energia               | Regno Unito (bandiera)                                     | $ 827.700.000    | N/D   | [ 52 ]        |
| 16 maggio 2020       | The Walt Disney Company     | Intrattenimento       | Stati Uniti (bandiera)                                     | $ 495.800.000    | N/D   | [ 53 ]        |
| 16 maggio 2020       | Citigroup                   | Servizi finanziari    | Stati Uniti (bandiera)                                     | $ 522.000.000    | N/D   | [ 54 ]        |
| 16 maggio 2020       | Bank of America Corporation | Servizi finanziari    | Stati Uniti (bandiera)                                     | $ 487.600.000    | N/D   | [ 55 ]        |
| 16 maggio 2020       | Boeing                      | Aviazione             | Stati Uniti (bandiera)                                     | $ 713.700.000    | N/D   | [ 56 ]        |
| 16 maggio 2020       | Berkshire Hathaway          | Servizi finanziari    | Stati Uniti (bandiera)                                     | $ 78.400.000     | N/D   | [ 57 ]        |
| 16 maggio 2020       | Marriott International      | Servizi alberghieri   | Stati Uniti (bandiera)                                     | $ 514.000.000    | N/D   | [ 58 ]        |
| 16 maggio 2020       | Facebook                    | Social media          | Stati Uniti (bandiera)                                     | $ 522.000.000    | N/D   | [ 59 ]        |
| 16 maggio 2020       | National Research Council   | Ricerche scientifiche | Stati Uniti (bandiera)                                     | $ 408.100.000    | 2,6%  |               |
| 16 maggio 2020       | Union Pacific Corporation   | Trasporti             | Stati Uniti (bandiera)                                     | $ 78.800.000     | 2,6%  | [ 60 ]        |
| 16 maggio 2020       | Pfizer                      | Farmaceutico          | Stati Uniti (bandiera)                                     | $ 78.500.000     | N/D   | [ 61 ]        |
| 16 Maggio 2020       | Booking.com                 | Agenzia turistica     | Paesi Bassi (bandiera)                                     | $ 78.000.000     | N/D   | [ 62 ]        |
| 18 giugno 2020       | Jio Platforms               | Telecomunicazioni     | India (bandiera)                                           | $ 1.500.000.000  | N/D   | [ 63 ]        |
| 16 maggio 2020       | Starbucks                   | Caffetteria           | Stati Uniti (bandiera)                                     | $ 77.600.000     | N/D   | [ 64 ]        |
| 5 novembre 2020      | Reliance Retail             | Vendita al dettaglio  | India (bandiera)                                           | $ 1.300.000.000  | 2,04% | [ 65 ]        |
| 16 luglio 2021       | McLaren Automotive          | Automobilistico       | Regno Unito (bandiera)                                     | $ 550.000.000    | N/D   | [ 27 ]        |
| 19 agosto 2021       | Pagani Automobili           | Automobilistico       | Italia (bandiera)                                          |                  | 30%   | [ 28 ] [ 66 ] |
| 27 settembre 2021    | Emaar Properties            | Immobiliare           | Emirati Arabi Uniti (bandiera)                             | $ 745.000.000    | 25%   | [ 30 ]        |
| 7 ottobre 2021       | Newcastle United            | Calcio                | Regno Unito (bandiera)                                     | $ 400.000.000    | 80%   | [ 31 ]        |
| 5 giugno 2023        | Al-Ittihad                  | Calcio                | Arabia Saudita (bandiera)                                  |                  | 75%   | [ 33 ]        |
| 5 giugno 2023        | Al-Nassr                    | Calcio                | Arabia Saudita (bandiera)                                  |                  | 75%   | [ 33 ]        |
| 5 giugno 2023        | Al-Hilal                    | Calcio                | Arabia Saudita (bandiera)                                  |                  | 75%   | [ 33 ]        |
| 5 giugno 2023        | Al-Ahli                     | Calcio                | Arabia Saudita (bandiera)                                  |                  | 75%   | [ 33 ]        |
| dicembre 2023        | Rocco Forte Hotels          | Impresa ricettiva     | Regno Unito (bandiera)                                     | £ 1.400.000.000  | 49%   | [ 67 ]        |

## Membri del Consiglio di amministrazione
- Principe Mohammad bin Salman Al Sa'ud, presidente del Consiglio di amministrazione.
- Yasir Al-Rumayyan, governatore del Fondo di investimento pubblico e presidente del Consiglio di amministrazione di Saudi Aramco.
- Ibrahim Al-Assaf, ministro di Stato e membro del Consiglio dei ministri.
- Mohammed Al-Tuwaijri, consigliere della Corte Reale.
- Majed Al-Qasabi, ministro del Commercio e ministro dell'Informazione designato.
- Mohammed Abdullah Al-Jadaan, ministro delle Finanze e ministro dell'Economia e della Pianificazione in carica.
- Khaled Al-Falih, ministro degli Investimenti.
- Muhammad bin Abdul-Malik Al-Sheikh, ministro di Stato e membro del Consiglio dei ministri.